# Jarmila Stibicová
Jarmila Stibicová (14. srpna 1933 Turkovice – 2. června 2025 Pardubice) byla česká lidskoprávní a politická pardubická aktivistka, učitelka angličtiny a signatářka Charty 77.

## Život
Otec Jarmily Stibicové pocházel z dělnické rodiny a rodiče byli vychováni ideály masarykovské republiky. Studovala a vystudovala angličtinu, ruštinu a češtinu na Filozofické fakultě Univerzity Karlovy, do roku 1970 pracovala jako středoškolská učitelka na průmyslové škole v Pardubicích. Působila ve vedení přípravného výboru Klubu angažovaných nestraníků, v letech 1968–1969 organizovala stávky a hladovky (protest proti zadržení Stanislava Devátého). V důsledku svých aktivit v letech 1968–1969 byla ze školství vyhozena. Za šíření letáků k výročí 21. srpna 1968 byla podmínečně odsouzena na dva roky.
Spolu se svým manželem podepsala Chartu 77, šířila nedovolené a zahraniční tiskoviny. Vystřídala několik zaměstnání, vždy přerušených a ukončených ze zásahu StB. Během normalizace učila angličtinu v kulturních zařízeních a soukromě na základě povolení národního výboru. Když jí bylo i toto znemožněno, pracovala jako uklízečka. Podílela se i na dalších aktivitách, jako Československé demokratické iniciativě či Iniciativě sociální obrany (vznikla v říjnu 1988; Stanislav Devátý, Olga Šulcová, Zdeněk Kulík a J. S.).
V době Sametové revoluce (hned 18. listopadu 1989) stála u setkání v pardubickém divadle, které tvořilo jednu z líhní Sametové revoluce v Pardubicích. Po roce 1989 se krátce působila za Občanské fórum v pardubickém zastupitelstvu, angažovala se v Občanském fóru, později v Občanském hnutí, podílela se na rekonstrukci ženské věznice v Pardubicích. Vrátila se do školství a učila na pardubickém gymnáziu a později na konzervatoři. Podílela se na založení českého zastoupení Amnesty International.

## Ocenění
- V roce 2014 jí byla udělena Cena Václava Bendy.[2]
- 2023 — Řád Tomáše Garrigua Masaryka  1. třídy